# Bracon greeni
Bracon greeni är en stekelart som beskrevs av William Harris Ashmead 1896. Bracon greeni ingår i släktet Bracon och familjen bracksteklar. Inga underarter finns listade.